# Шведский аэродинамический институт

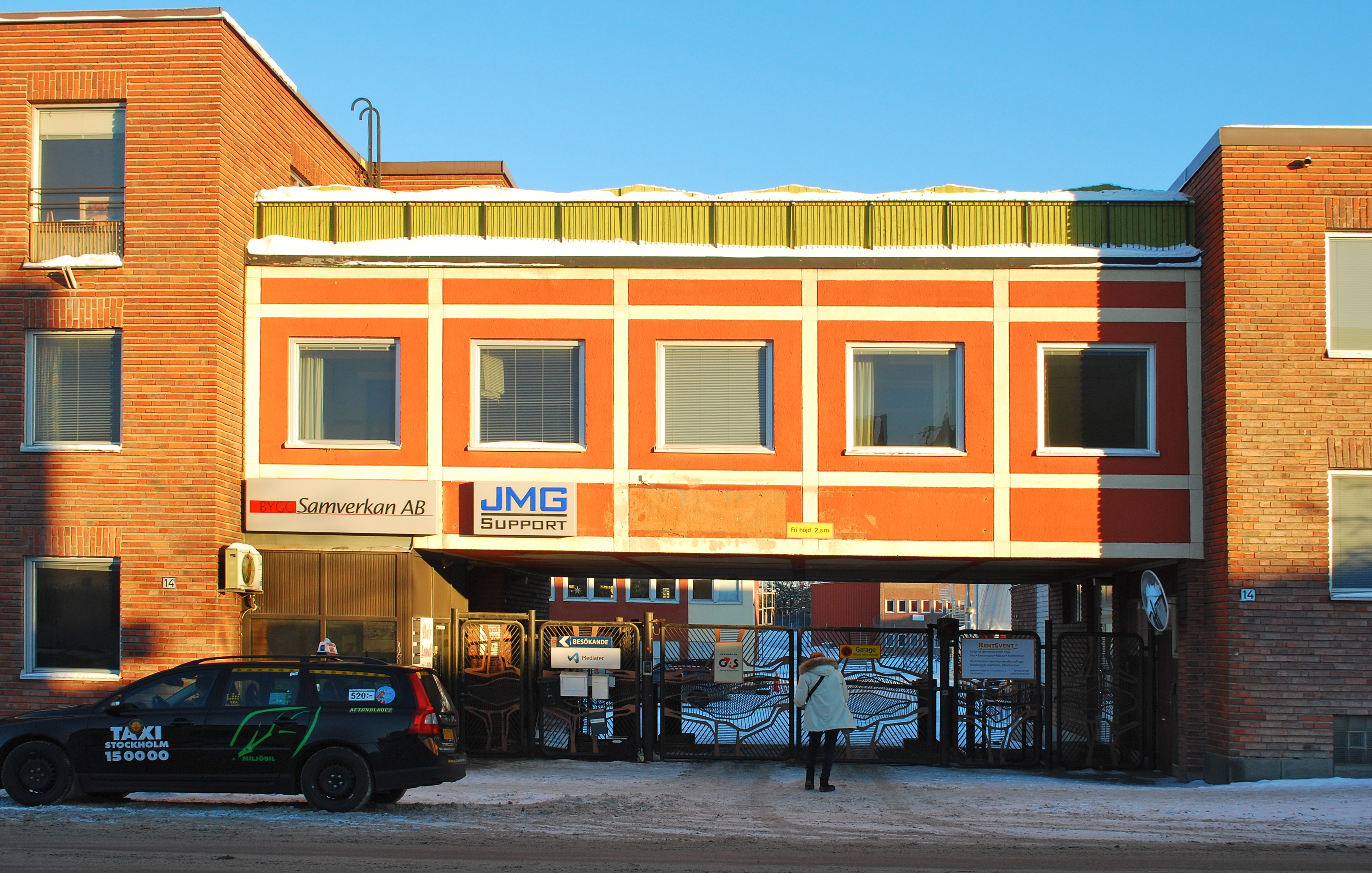
Главный вход в бывшую штаб-квартиру FFA в Ульвсунде

Шведский аэродинамический институт (швед. Flygtekniska försöksanstalten, FFA) — шведское государственное ведомство, занимавшееся научно-исследовательской, опытно-конструкторской и испытательной деятельностью в области авиационной техники. Подчинялось Министерству обороны Швеции, финансировалось по контрактам. Институт располагался в промышленной зоне Ульвсунда в районе Бромма (Стокгольм). В 2001 году был включён в состав Шведского института оборонных исследований (FOI).

## История
Идея создания специализированного аэродинамического института принадлежала профессору Королевского технологического института (KTH) Ивару Мальмеру. В 1937 году он представил соответствующий отчёт, на основании которого в сентябре 1940 года был основан Flygtekniska försöksanstalten (FFA). Первым руководителем стал сам Мальмер.
Первоначально институт сосредоточил усилия на аэродинамике и прочности конструкций. В первые годы FFA занимался преимущественно военными разработками, проводя испытания истребителя FFVS J 22, а впоследствии — всех ключевых самолётов шведских ВВС: Saab 29 Tunnan, Saab 32 Lansen, Saab 35 Draken, Saab 37 Viggen и JAS 39 Gripen. С самого начала институт тесно сотрудничал с Управлением по материальному обеспечению обороны (FMV) и Шведскими вооружёнными силами (LFV).

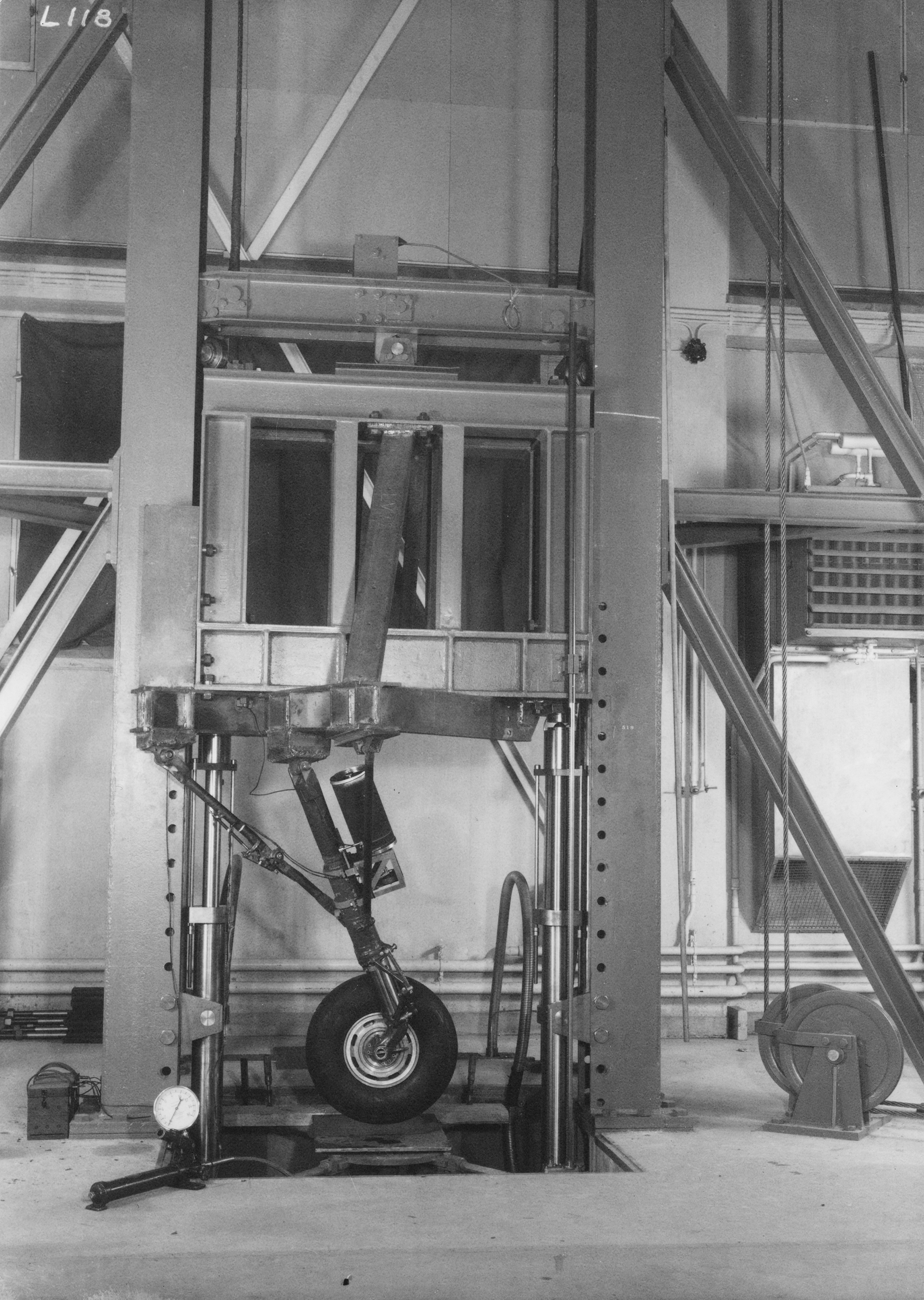
Испытание посадочного шасси истребителя FFVS J 22, проведённое Шведским институтом авиационно-технических исследований в 1940-х годах.

Изначально институт подчинялся Министерству торговли, однако в 1963 году был передан Министерству обороны, учитывая преимущественно военный характер его работ.
В 1965 году были введены в эксплуатацию гиперзвуковая аэродинамическая труба HYP500 и тризвуковая TVM500. Однако с 1970-х годов FFA столкнулся с устареванием технической базы, из-за чего часть испытаний стали проводить за рубежом.
В начале 1960-х годов штат сотрудников достиг своего максимума — около 340 человек, однако после завершения основных испытаний самолёта Saab 37 Viggen персонал сократили примерно на треть. К концу 1980-х годов в институте работало около 250 человек, 35 % из которых имели высшее образование.
С 1970-х годов FFA начал участвовать в гражданских проектах, включая национальную программу ветроэнергетики, в рамках которой испытывались крупные ветроустановки в Нэсуддене (Готланд) и Магларпе (Сконе). В 1980-х годах институт также занялся акустическими исследованиями, создав в 1989 году собственный акустический центр.
В 1990 году была введена в эксплуатацию трансзвуковая аэродинамическая труба T1500, однако общая техническая база оставалась устаревшей, что ограничивало возможности поддержки проектов типа JAS 39 Gripen.
31 декабря 2000 года FFA прекратил своё существование. С 1 января 2001 года он вошёл в состав новообразованного Шведского института оборонных исследований (FOI). В последующие годы направление экспериментальной аэродинамики было свёрнуто в FOI и передано в июле 2008 года консалтинговой компании Sjöland & Thyselius AB, которая создала для этого дочернее предприятие STARCS (Sjöland & Thyselius Aerodynamic Research Centre AB).

## Направления деятельности

### Экспериментальная аэродинамика
Главным направлением работы института были экспериментальные аэродинамические исследования. В распоряжении FFA находился комплекс аэродинамических труб различного назначения: LT1 (1941), HT, S4 и S5 (1950-е), HYP500 и TVM500 (1965), T1500 (1990).

### Расчётная аэродинамика
Наряду с экспериментальными исследованиями в институте активно развивались методы численного моделирования. Были разработаны передовые расчётные алгоритмы для анализа аэродинамики компоновок типа «Крыло–фюзеляж» (Wing–Body), включая влияние интерференции и пограничного слоя. Эти методики легли в основу аэродинамических расчётов для JAS 39 Gripen.

### Прочность и конструкционные материалы
FFA также вел фундаментальные и прикладные исследования в области прочности конструкций и материалов. В центре внимания находились как традиционные металлы, так и композитные материалы, всё шире применявшиеся в авиации. Институт активно внедрял метод конечных элементов (FEM) для расчёта напряжений, деформаций и ресурса авиационных конструкций.

### Акустика и снижение шума
С 1980-х годов одним из приоритетов стало изучение аэродинамической акустики. Исследования проводились как в аэродинамических трубах, так и с использованием полевых испытаний. Основной задачей было снижение шума турбовинтовых гражданских самолётов, таких как Saab 340 и Saab 2000. В 1989 году в FFA был создан специализированный акустический центр.

### Авиационные системы и эксплуатация
В 1990-х годах в институте было открыто новое направление, связанное с исследованием авиационных систем, их надёжности, эксплуатации и боевого применения. В рамках этого направления велись работы по моделированию комплексных авиационных систем и анализу их взаимодействия с другими элементами воздушного боя.

## Аэродинамические трубы в FFA

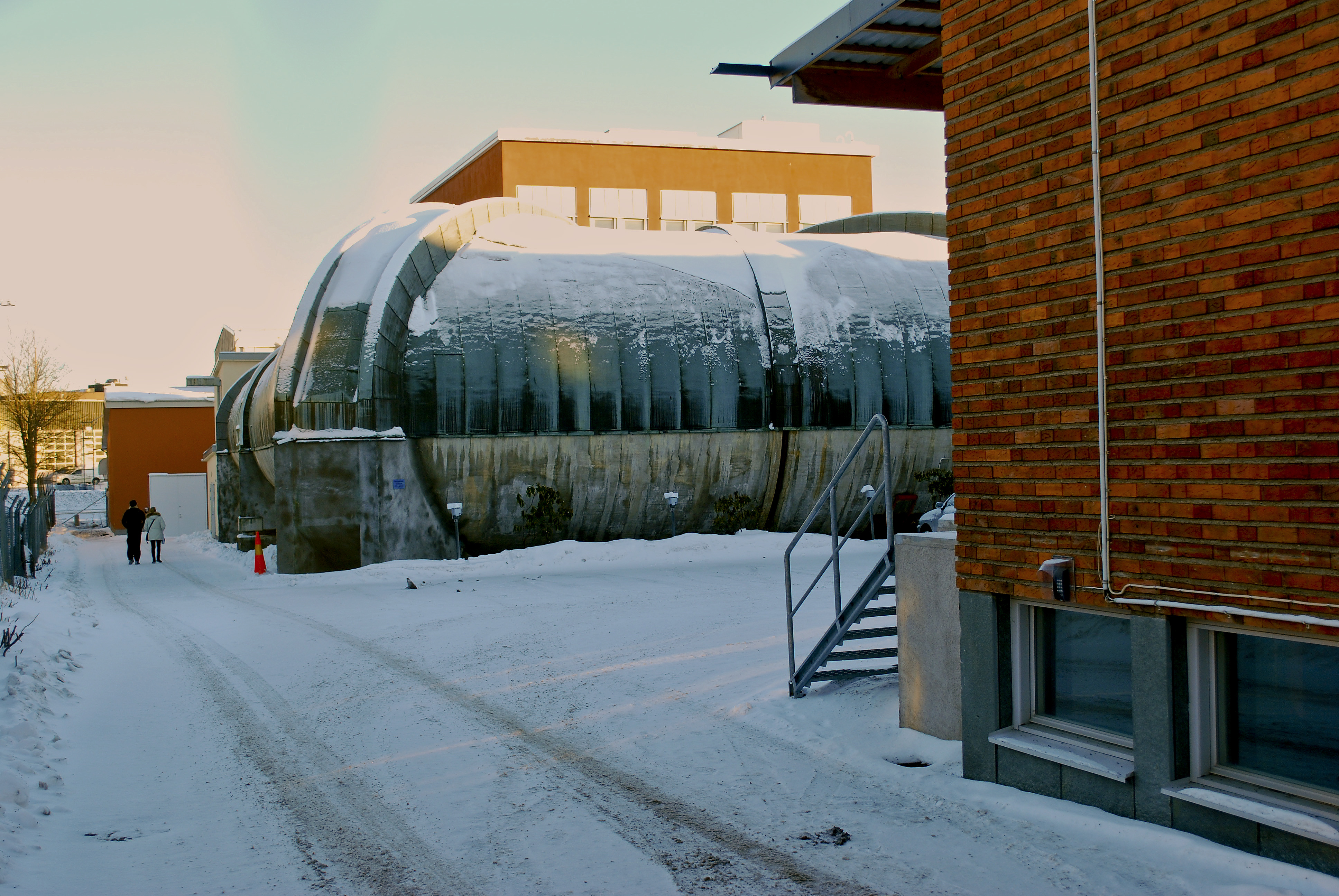
Двор комплекса Ульвсунда с бывшей аэродинамической трубой

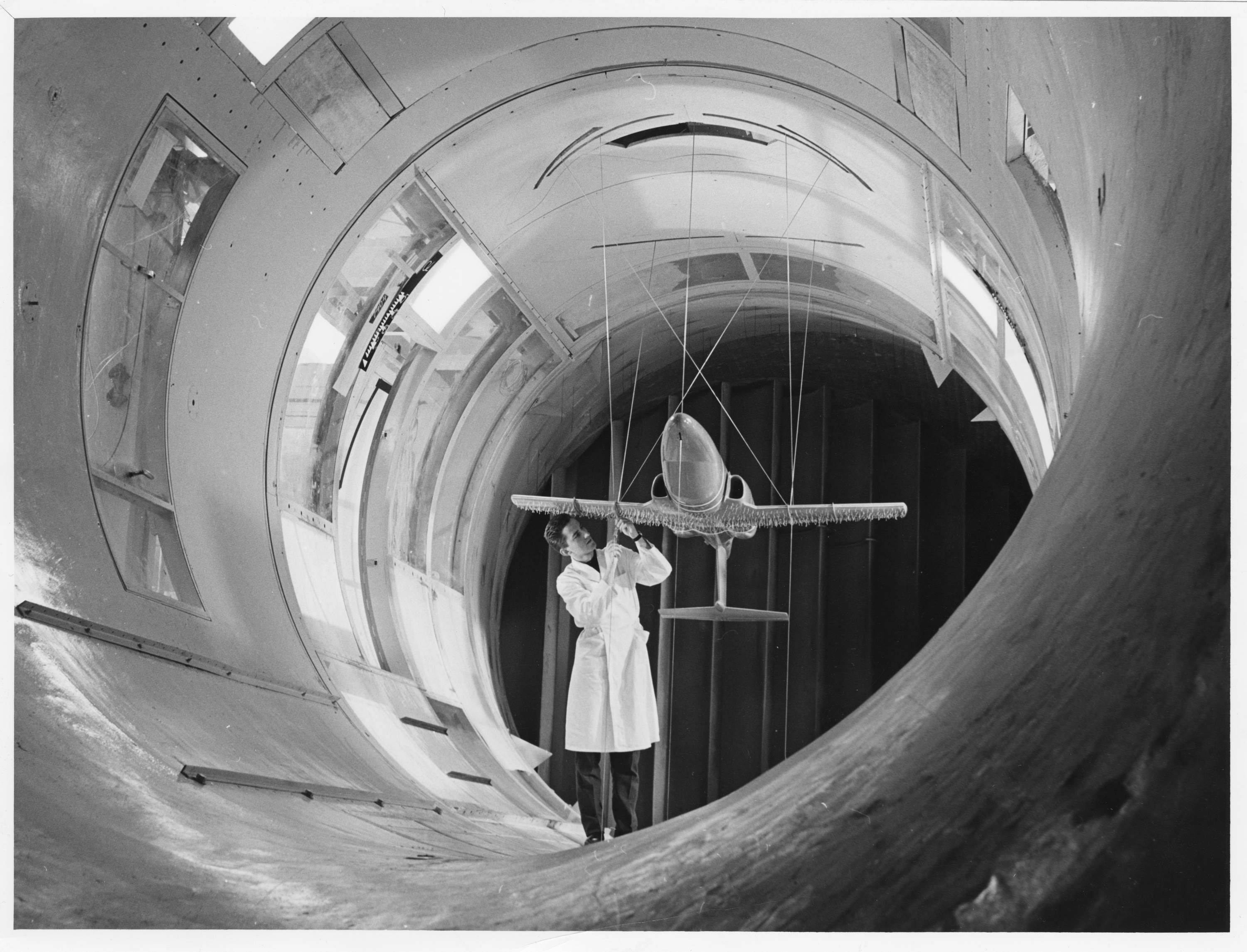
Низкоскоростная модель самолёта Saab 105 в аэродинамической трубе Шведского аэродинамического института (FFA), около 1960–1962 годов.

Центральной частью деятельности FFA были экспериментальные аэродинамические исследования с использованием аэродинамических труб, которые, в частности, широко применялись при разработке шведских самолётов. В распоряжении FFA находились следующие аэродинамические трубы (в используемой терминологии: LT — низкоскоростная труба, HT — высокоскоростная труба, ST — сверхзвуковая труба):
- LT1 — первая аэродинамическая труба, построена в 1940 году
- Вертикальная штопорная труба — вторая по счёту аэродинамическая труба
- LT2–LT5 — четыре трубы для специальных целей
- HT — высокоскоростная труба, построена в 1944 году
- S1–S3 — три малых сверхзвуковых трубы вакуумного типа, построенные в 1946–1950 годах
- S4 и S5 — две более крупные сверхзвуковые трубы, построенные соответственно в 1954 и 1956 годах
- S9 — труба, использовавшаяся для испытаний с орудийной стрельбой
- HYP200 — первая гиперзвуковая труба, введена в эксплуатацию в 1960 году
- HYP500 и TVM500 — соответственно, крупная гиперзвуковая труба и тризвуковая труба, обе введены в эксплуатацию в 1965 году
- T1500 — труба для исследований при больших числах Рейнольдса, введена в эксплуатацию в 1990 году[16]

## Руководители
- 1940–1948 — Ивар Мальмер, исполняющий обязанности овердиректора (1940–1942), затем овердиректор
- 1948–1967 — Бу Лундберг: исполняющий обязанности овердиректора (1947–1948), овердиректор (1948–1962), генеральный директор (1962–1967)
- 1967–1981 — Оке Сунден, генеральный директор
- 1981–1986 — Свен-Улоф Улин, генеральный директор
- 1986–1996 — Ларс-Бертиль Перссон, генеральный директор
- 1996–2000 — Ханс Делльнер, генеральный директор

## Архитектура комплекса
Комплекс FFA на улице Ранхаммарсвеген был спроектирован архитекторами Эриком и Ларсом-Эриком Лаллерстедтами. Строительство началось в 1938 году.